# Palo (araldica)
Palo è un termine utilizzato in araldica per indicare una pezza onorevole costituita da una striscia verticale larga un terzo della larghezza dello scudo nell'araldica italiana e 2 moduli (2/7 della larghezza) in quella francese.
Il palo è una pezza onorevole (di primo ordine) che occupa verticalmente la parte centrale dello scudo ed è delimitata da due linee verticali parallele.

D'oro al palo di rosso nella rappresentazione monocromatica
D'argento, al palo d'azzurro
D'argento, al palo di rosso.
D'argento, al palo di porpora
Palo d'argento (Savona)

## Proporzioni
Nell'araldica italiana il palo è largo un terzo della larghezza dello scudo; nell'araldica francese è largo 2 moduli (2/7 della larghezza dello scudo).
Con il termine palo canadese si intende un palo che, come accade nella bandiera canadese, ha una larghezza pari a metà dello scudo ed è affiancato da due porzioni del campo ampie un quarto dello scudo ciascuna.

Si tratta di una variante analoga alla fascia spagnola.
Un palo la cui larghezza è ridotta a un terzo è detto verghetta o palo ristretto.

Palo araldico
Palo canadese
Verghetta

## Origine
Secondo alcune interpretazioni il palo rappresenta la lancia; secondo altre deriverebbe invece dal palo che veniva piantato davanti al ponte levatoio dei castelli dei feudatari per simboleggiare la loro autorità di giurisdizione. Da tenere presente anche la possibilità che indichi la spada tenuta in verticale con la punta in basso. In Italia il palo venne assunto come simbolo dai ghibellini.

## Interzato in palo

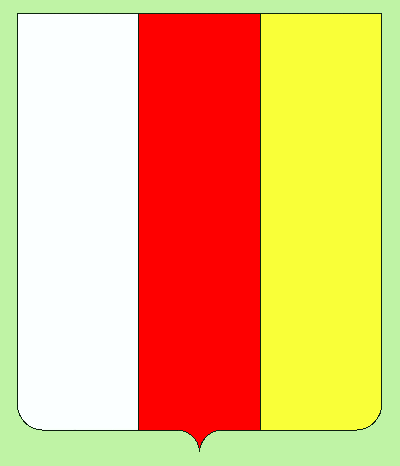
Interzato in palo d'argento, di rosso e d'oro

Partizione dello scudo, diviso in tre parti uguali da due linee verticali (partito di due).

## Ordinate in palo
Detto delle figure o dei carichi ordinati uno sull'altro nella direzione del palo.

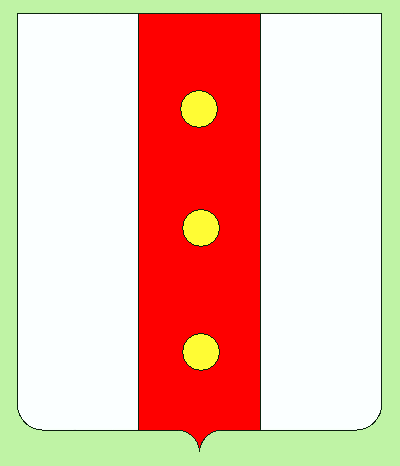
D'argento, al palo di rosso, caricato di 3 bisanti d'oro, ordinati nel senso dello stesso

## Pali multipli
Quando lo scudo porta più pali occorre blasonarne il numero, tenendo presente che si utilizza il termine palo se il loro numero è compreso tra 2 e 4, mentre si parla di verghette (o pali in divisa) se sono più di 4.

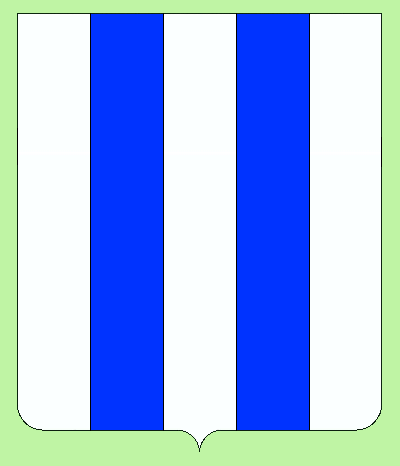
D'argento a 2 pali d'azzurro
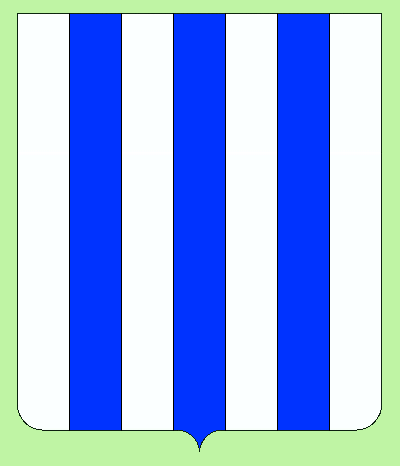
D'argento a 3 pali d'azzurro
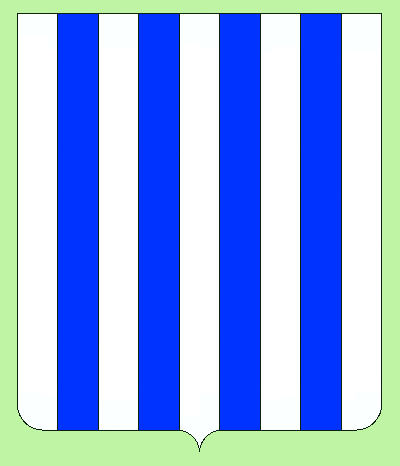
D'argento a 4 pali d'azzurro
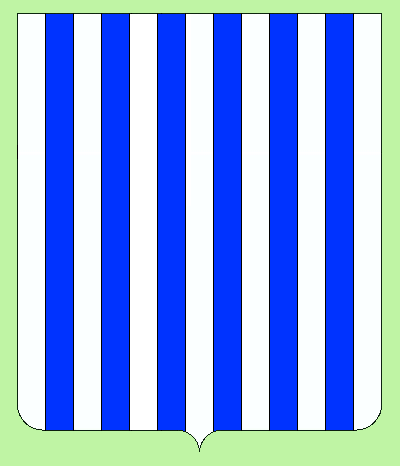
D'argento a 6 verghette d'azzurro
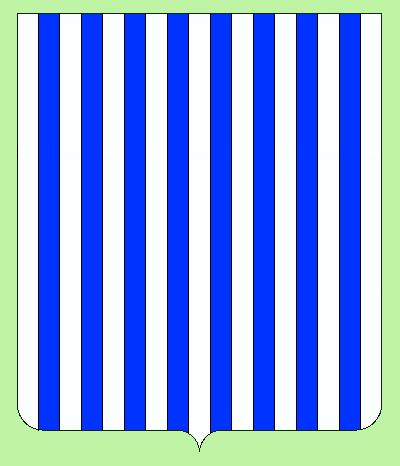
D'argento a 8 verghette d'azzurro
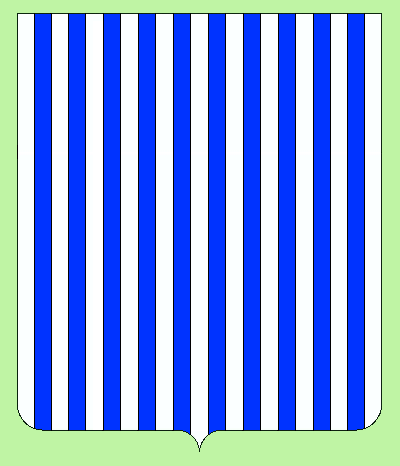
D'argento a 10 verghette d'azzurro

## Filetti in palo
Definendo filetto un palo molto ridotto in larghezza, si blasona palo gemello quello formato da due filetti che occupano lo spazio normale del palo. Si blasona invece terza in palo il palo costituito da tre filetti equidistanti.

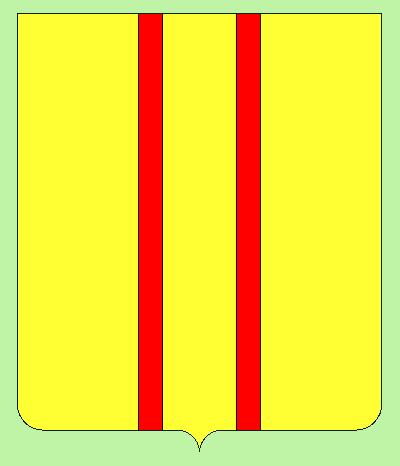
D'oro, al palo gemello di rosso
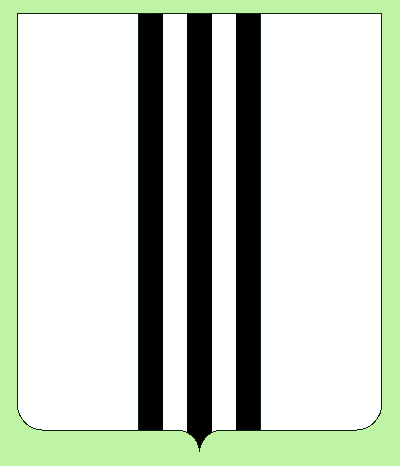
D'argento, alla terza in palo di nero

## Palo della Chiesa
Assume questo nome il palo concesso a titolo onorifico ad alcune famiglie che hanno espresso un pontefice o un alto dignitario pontificio. Il palo della chiesa è caricato dalle chiavi di San Pietro, legate in decusse, e sormontate dal triregno o dal gonfalone papale.

stemma dei Farnese-Parma

## Modificazioni del palo
- ritirato, è il palo che non raggiunge il lato superiore, o quello inferiore, dello scudo
- scorciato, quando non tocca i due lati, inferiore e superiore, dello scudo
- aguzzato in capo, se appuntito all'estremità superiore
- aguzzato in punta, se è appuntito all'estremnità inferiore
- discodato, quando le due linee che lo delimitano si allargano verso la metà
- patente, se il palo si allarga alle due estremità.[7]

## Palato
Quando uno scudo o una pezza sono ricoperti da un numero pari di pali, si usa il termine palato (o verghettato se i pezzi sono 10 o più). Ne va blasonato il numero se diverso da sei.